# Живокость кавказская
Живокость кавказская (лат. Delphinium caucasicum) — вид травянистых растений рода Живокость (Delphinium) семейства Лютиковые (Ranunculaceae).

## Ботаническое описание
Многолетнее растение. Корневище тонкое, горизонтальное. Стебель приземистый 10—25 см высотой, часто извилистый, не густо покрытый длинными белыми волосками. Черешки при основании расширенные, волосистые. Листья почти все прикорневые, слабо волосистые, с округло-сердцевидной, почти округлой или округло-почковидной пластинкой. Пластинка почти до основания рассечена на три доли, из которых средняя округло-ромбическая или широко обратно-яйцевидная и к основанию клиновидно суженная, обычно глубже середины рассечённая на три клиновидно-обратно-яйцевидные лопасти, на конце в свою очередь надрезанные до середины, чаще всего на три продолговато-линейных или ланцетных конечных зубца, причём боковые лопасти надрезаны на зубцы двумя надрезами неодинаковой глубины. Боковые доли пластинки листа поперёк расширенные, почти веерообразные, значительно глубже середины рассечены на две доли второго порядка. Цветы не многочисленные в рыхлом соцветии. Цветоножки длинные — 3—5 см, с густым покровом из длинных, слегка вниз отклонённых белых волосков. Прицветнички линейные, туповато-заостренные, приближенные к основанию цветка или чуть отставленные, волосистые. Листочки околоцветника широкояйцевидные, 1,9—2,5 см длиной и 1—1,5 см шириной, фиолетово-синие, снаружи довольно густо мохнатые, с длинными, белыми волосками, внутри с такими же волосками, но редкими. Шпорец цилиндрический, 1,5—1,9 см длиной и при основании 3—3,5 мм толщиной, с более менее отогнутой книзу верхушкой. Нектарники с двузубчатой голой верхушкой. Листовки в числе три, волосистые.

## Распространение
Эндемик Кавказа. Встречается на моренах у ледников в альпийской зоне.

## Значение и применение
По наблюдениям в Кабардино-Балкарии поедается западнокавказским туром (Capra caucasica).